# Boarmia subochrearia
Boarmia subochrearia là một loài bướm đêm trong họ Geometridae.